# Hôtel de Bretagne-Blancey
L'Hôtel de Bretagne-Blancey est un hôtel particulier de la ville de Dijon situé dans son secteur sauvegardé. Il se trouve aux 6-8 rue Berbisey.
Il est inscrit au titre des monuments historiques depuis 1978.

## Histoire
Avant la Révolution, l'hôtel est habité par Claude-Charles Bernard de Blancey, fils d'André Bernard de Chaintré et de Marguerite de Bretagne. 
En 1785, Claude-Charles Bernard de Blancey vend sa demeure à Meney-Ligier, trésorier de France.
La propriété passe ensuite à son fils Claude Meney (1773-1845), puis à son petit-fils, Simon-Pierre-Émile Rigollier de Parcey (1795-1861), maire de Dôle et député du Jura, en hérite et le vend dès 1846 à M. André-Napoléon Buirette (1803-1892) qui le cède ensuite à M. Auguste Poupon.
En 1882, M. Poupon fait don au musée de six dessus de porte provenant de l'hôtel. 
À la fin du XIXe siècle, l'hôtel de Bretagne-Blancey était occupé par la Maison d'éducation de Mme Bourgeon.

## Gallerie

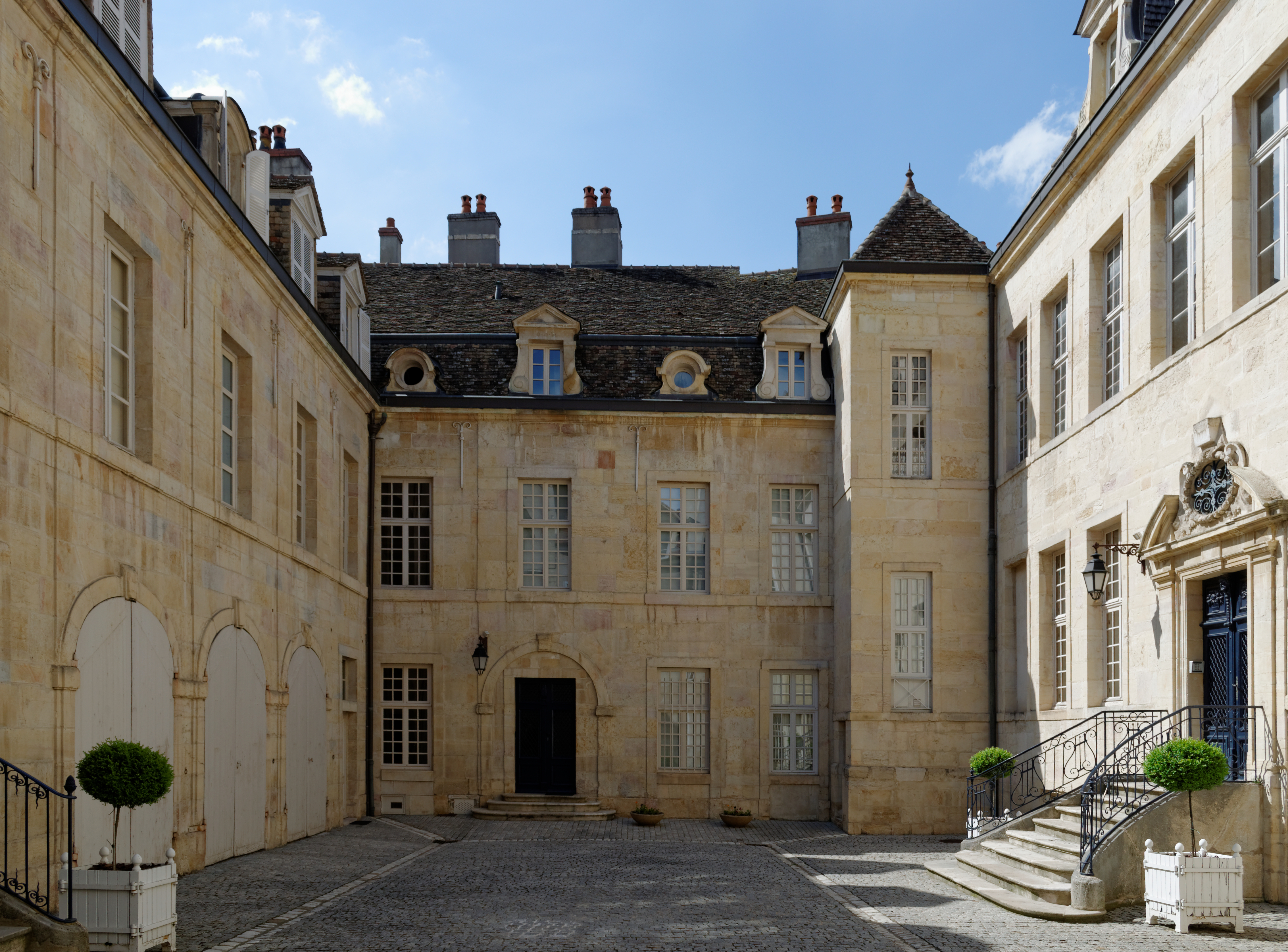
Vue de la cour
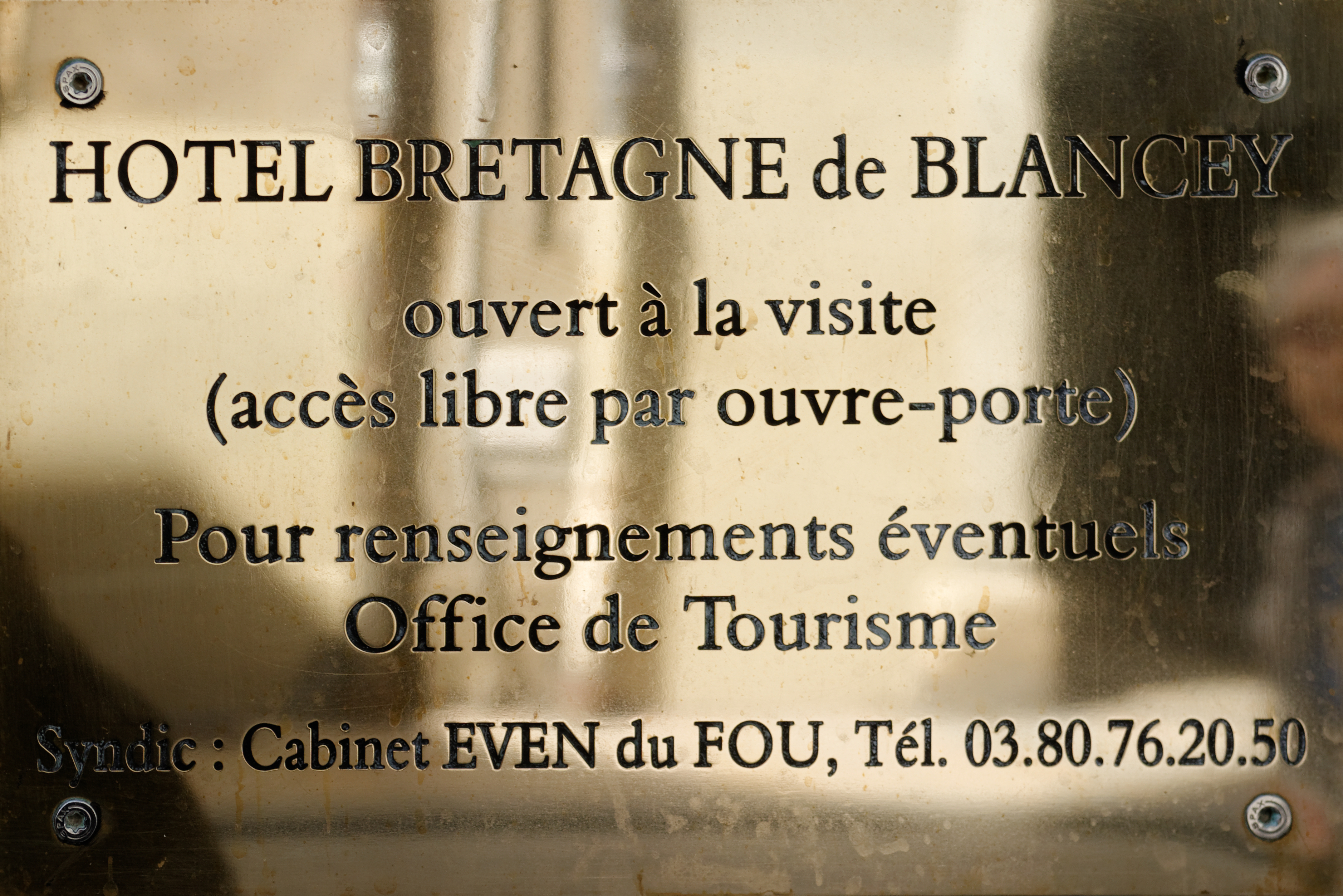
Plaque d'information